# Мусурани
Мусураните (Clelia) са род влечуги от семейство Смокообразни (Colubridae).
Таксонът е описан за пръв път от австрийския зоолог Леполод Фицингер през 1826 година.

## Видове
- Clelia clelia – Мусурана
- Clelia equatoriana
- Clelia errabunda
- Clelia hussami
- Clelia langeri
- Clelia plumbea
- Clelia scytalina